# Von der Kunst, sich durchzumogeln
Von der Kunst, sich durchzumogeln (Originaltitel: The Art of Getting By) ist eine US-amerikanische romantische Komödie von Gavin Wiesen aus dem Jahr 2011.

## Handlung
George lebt mit seiner Mutter und seinem Stiefvater in New York und vertritt die Auffassung, dass Hausaufgaben und Anstrengungen in der Schule unnötiger Zeitvertreib sind, da der Mensch sowieso sterblich ist und daher die in der Schule gewonnenen Erkenntnisse ohnehin nur eine begrenzte Zeit genutzt werden können. Daher hat er sich zum Experten entwickelt, sich ohne Aufwand in der Schule durchzumogeln. Er lernt Sally kennen, als er sie auf dem Dach der Schule beim Rauchen entdeckt. Als eine Lehrerin kommt, lenkt er diese ab, damit Sally nicht bemerkt wird. Sally bedankt sich später bei ihm und die beiden kommen sich näher.
Die beiden schwänzen gemeinsam einen Tag Schule und erkunden die Stadt. Sie beobachten, wie Georges Stiefvater planlos durch die Stadt läuft. Als George im Büro seines Stiefvaters nachschaut, erfährt er, dass die Firma nicht mehr existiert.
Am Berufsorientierungstag, der die Schüler mit ehemaligen Schülern zusammenbringt, lernt George den Künstler Dustin kennen. George ist sofort von ihm und seiner Art, wie er über das Leben denkt, angetan. George nimmt Sally mit zu Dustins Atelier in Brooklyn.
Auf Sallys Wunsch geht George zu einer Silvester-Party. Auf der Party tanzt Sally mit ihrem Ex-Freund, woraufhin George sich betrinkt. Sally findet ihn in einer Nebengasse liegen, nimmt ihn mit zu sich nach Hause und entschuldigt sich bei ihm.
Am Valentinstag gehen Sally und George gemeinsam essen. Während des Dinners fragt Sally, ob er Sex mit ihr haben wolle.
Sichtlich geschockt gibt George keine Antwort auf diese Frage. George ist verwirrt und will erst einmal Abstand von Sally halten. In der folgenden Zeit nimmt George Sallys Anrufe nicht entgegen und ignoriert sie völlig. Aus Trotz flirtet sie mit Dustin, der zunächst abblockt, dann aber darauf eingeht.
George verweigert zum wiederholten Male seine Englischaufgaben. Der Schuldirektor stellt ihn vor die Wahl: Entweder er wird der Schule verwiesen, oder er holt in 3 Wochen sämtliche Hausaufgaben des letzten Jahres nach.
Zuhause angekommen eskaliert ein Streit, bei dem George seinen Stiefvater zur Rede stellt, und es kommt zu einer Prügelei.
George flüchtet zu Sally und will ihr seine Liebe gestehen. Als er sie küsst, öffnet sie die Tür zum Wohnzimmer, wo Dustin sitzt. Verletzt verlässt George das Haus.
Am nächsten Morgen trifft er seine Mutter im Park. Sie erzählt ihm, dass sein Stiefvater sie mit immer neuen Ausflüchten und Versprechungen finanziell ruiniert hat und sie sich nun trennen wollen. George tröstet seine Mutter und beschließt, alles daran zu setzen, seinen Abschluss zu bekommen. In der Schule erhält er alle nicht gemachten Aufgaben und im Kunstunterricht bekommt er die Aufgabe, ein Gemälde über ein Thema zu malen, das er bislang nicht aussprechen konnte.
Als sich Sally und George in einer Bar treffen, erzählt Sally von ihrem Plan, mit Dustin durch Europa zu reisen.
George gesteht ihr, dass er sie liebt, schließlich küssen sie sich. Sally sagt, dass sie ihn genauso liebt und dass sie hofft, eines Tages mit ihm zusammen zu sein.
George bewältigt alle Aufgaben in der vorgegebenen Zeit und wird sogar von seinem Kunstlehrer wegen seines Gemäldes gelobt. Auch das Abschlussexam besteht er.
Am Ende steht George im Kunstraum und betrachtet sein Gemälde: Sallys Lächeln. Sally, die schon mit Dustin am Flughafen war, tritt plötzlich ein. Schlussendlich scheinen beide nun zusammen sein zu können – offen bleibt jedoch, ob Sally nun ihrer Mutter und deren neuem Mann nach Texas folgen muss.

## Kritik
In den englischsprachigen Medien erntete der Film ein sehr schwaches Echo. Basierend auf der Auswertung von 112 Kritiken weist Rotten Tomatoes eine Positivquote von lediglich 20 Prozent aus.

„Pseudointellektueller Teenie-Film, der sich viel Zeit für die Entwicklung einer Lappalie lässt, statt sich substanziell auf die Verletzungen der beiden Scheidungskinder einzulassen. Altklug und überlegen lässt er seine jungen Darsteller als Protagonisten einer vermeintlichen Bohème ihren Weltschmerz aufsagen, wobei ihre gemeinsame Geschichte schnell an Glaubwürdigkeit verliert.“

„Zum Glück nimmt Regiedebütant Gavin Wiesen seine Figuren durchaus ernst und drehte eine sensibel erzählte Jugendgeschichte zwischen Tragik und Komik mit stimmungsvollen Bildern aus New York. Dank guter Darsteller wirkt das Ganze auch glaubwürdig.“

## Filmmusik
Trackliste
1. „We Will Become Silhouettes“ – The Shins
2. „We Drink on the Job“ – Earlimart
3. „Sally's Theme“ – Alec Puro
4. „Sleep Around the Clock“ – Mates of State
5. „This Momentary“ – Delphic
6. „Christmas Break“ – Alec Puro
7. „Winter Lady“ – Leonard Cohen
8. „The Skin of My Yellow Teeth“ – Clap Your Hands Say Yeah
9. „Sally's Bedroom“ – Alec Puro
10. „Spitting Fire“ – The Boxer Rebellion
11. „Here“ – Pavement
12. „The Trail of the Century“ – French Kicks

## Hintergrund
Der Film wurde 2011 auf dem Sundance Film Festival präsentiert. Erschienen ist er auf Blu-ray am 29. November 2011. In den USA spielte der Film etwa 1,4 Mio. US-Dollar an den Kinokassen ein.
Ursprünglich wurde der Film unter dem Namen Homework präsentiert. Es ist der Debütfilm von Gavin Wiesen.